# 15763 Nagakubo
15763 Nagakubo è un asteroide della fascia principale. Scoperto nel 1992, presenta un'orbita caratterizzata da un semiasse maggiore pari a 2,7285811 UA e da un'eccentricità di 0,0722474, inclinata di 9,72709° rispetto all'eclittica.